# Sheikh Edébali
Sheikh Edébali, né vers 1206 ou 1216 à Karaman et mort vers 1326 à Bilecik, était un influent et respecté chef religieux qui a façonné et développé les débuts de la politique et la culture ottomane naissante.

## Biographie

### Sa jeunesse
Bien que les sources se rapportant à son lieu de naissance soient floues, le Cheikh Edébali semble être né à Karaman, une ville importante de l'empire Seldjoukides. D'autres sources indiquent qu'il a migré en Anatolie en provenance du Khorasan.
Après avoir terminé ses études en justice islamique à Karaman, Edébali est allé à Damas avec les plus grands penseurs islamiques de la ville. En retournant en Anatolie, il s'est installé dans un village proche d'Eskişehir.
Riche et aisé, Edébali dépense son argent en dons et nourriture aux pauvres, ordonne la construction de logements pour les étudiants en religion et finance leurs études. Edébali qui était dénommé « Mullah » est considéré comme le fondateur spirituel de l'Empire ottoman et est également le premier Cadi du nouvel empire.

### Relations avec les dirigeants ottomans
Edébali et Ertuğrul se lient d'amitié et sont en accord en matière d'affaires islamiques. Dans un récit, Osman Ier, le fils d'Ertuğrul, raconte un rêve dans lequel Edébali en fait partie. À la suite de ce rêve, Edébali permettra à Osman d'épouser sa fille.
Après la conquête de Bilecik par Osman, Edébali se retire dans sa province où il poursuit la propagation de la religion. Bien que les registres de naissances n'existaient pas, les dates indiquent qu'il a vécu près de 120 ans. Son tombeau est encore dans sa maison à Bilecik.

## Sheikh Edébali dans la culture populaire
Dans la série télévisée Kuruluş: Osman, qui relate la vie d'Osman Ier, il est interprété par Seda Yıldız.

## Sources
- (en) Cet article est partiellement ou en totalité issu de l’article de Wikipédia en anglais intitulé « Sheik_Edebali » (voir la liste des auteurs).